# Periscepsia clesides
Periscepsia clesides är en tvåvingeart som först beskrevs av Walker 1849.  Periscepsia clesides ingår i släktet Periscepsia och familjen parasitflugor. Inga underarter finns listade i Catalogue of Life.